# Tangara viréon
Orthogonys chloricterus
Genre
Espèce
Statut de conservation UICN

 LC  : Préoccupation mineure
Le Tangara viréon (Orthogonys chloricterus), également appelé tangara des bois ou mitrospin viréon, est une espèce d'oiseaux de la famille des Mitrospingidae. C'est la seule espèce du genre Orthogonys.

## Répartition géographique
Il est endémique du sud-est brésilien : de l'État d'Espírito Santo à Santa Catarina.